# Armadillidium samium
Armadillidium samium là một loài chân đều trong họ Armadillidiidae. Loài này được Strouhal miêu tả khoa học năm 1929.